# رايخسوميسار بلجيكا وشمال فرنسا
رايخسوميسار بلجيكا وشمال فرنسا ( (بالألمانية: Reichskommissariat Belgien-Nordfrankreich)‏ الإدارة المدنية ألمانية النازية ( Zivilverwaltung ) التي حكمت معظم بلجيكا المحتلة والأجزاء الشمالية من فرنسا المحتلة خلال الحرب العالمية الثانية. غطت منطقة نور با دو كاليه في فرنسا، وكذلك بلجيكا باستثناء إوبين مالميدي التي تم دمجها مباشرة في الرايخ الألماني. حلت حكومة مفوضية الرايخ محل حكومة عسكرية سابقة، الإدارة العسكرية في بلجيكا وشمال فرنسا، والتي تأسست في نفس الإقليم عام 1940. في 18 تموز عام 1944، أول غوليتر، جوزيف GROHE، وكان اسمه أول الرايخسوميسار للأراضي، والمعروفة باسم Reichskommissariat Belgien اوند Nordfrankreich أو Reichskommissariat FÜR يموت besetzten Gebiete فون Belgien اوند Nordfrankreich.  
تم تحرير الأراضي في الغالب من قبل الحلفاء في سبتمبر 1944، في أعقاب إنزال نورماندي، لذلك كان وجود الإقليم لفترة قصيرة. وبعد التحرير، والأراضي الملحقة بأثر رجعي مباشرة إلى ألمانيا (على الرغم من أن لم تعد بحكم الأمر الواقع تحت السيطرة الألمانية)، وثلاثة منفصلةرايخسجاوe : Reichsgau Flandern ، Wallonien ومنطقة بروكسل.